# Jean-Daniel Rainhorn
Jean-Daniel Rainhorn, né à Paris le 29 janvier 1945, est médecin et spécialiste de santé internationale. 
Il est professeur honoraire de santé internationale et d'action humanitaire à l'institut de hautes études internationales et du développement. Il a été directeur du Centre d'études et de recherches en action humanitaire, un programme conjoint entre l'Université de Genève et l'Institut de hautes études internationales et du développement (IHEID, Genève, Suisse) et titulaire de la Chaire "Inégalités sociales, santé et action humanitaire" au Collège d'études mondiales à la Fondation Maison des Sciences de l'Homme à Paris.

## Biographie
Après une scolarité en Suisse et en France, il fait ses études de médecine à Paris. 
Sa carrière médicale est influencée par ses engagements politiques et tiers-mondistes. Avec le Groupe d'information santé créé en 1971 sous l'influence de Michel Foucault et de quelques autres intellectuels français, il va participer à différents mouvements de remise en cause de la pratique médicale et du rôle des médecins. 
Dès 1972, il est l'un des premiers médecins qui se lancent en France dans la campagne pour la liberté de l'avortement qui aboutira en 1975 à la loi sur l'interruption de grossesse, dite Loi Veil. Il apparaîtra alors dans le film Histoires d'A de Charles Belmont et Mariel Issartel (1973) dans lequel, comme médecin, il pratique un avortement. 
En 1973, il contribue à la création du groupe médical de Gennevilliers qui tente de replacer l'exercice de la médecine dans son contexte social et est l'un des fondateurs du Syndicat de la Médecine Générale dont il devient le secrétaire général et de la Revue Pratiques, les cahiers de la médecine utopique. 
Proche des mouvements de solidarité internationale, son engagement tiers-mondiste le conduit dès le début des années 1970 dans la mouvance humanitaire avec laquelle il réalise plusieurs missions en zone de guerre (Palestine, Nicaragua, Angola, etc.).  
Au début des années 1980, il s'engage dans la santé publique et l'action sociale en France : il est ainsi membre du Haut Comité de la Santé Publique (1993–1998), et du Conseil national des villes (1988–1998).
En 1979–1980, il participe à la création de l'Université des Mutants de Dakar à l'initiative de L.S. Senghor, R. Garaudy, J. Bugnicourt, R. Dumont, etc.. Au début des années 1980, il interrompt sa carrière médicale et s'oriente vers la santé publique et le développement international.
En 1983, il crée à Paris, le Centre de recherche et d'étude sur le développement de la santé (CREDES) qui va progressivement s'imposer comme l'une des principales structures de réflexion et de mise en œuvre de programmes sanitaires dans les pays en développement. Il va alors participer comme conseiller technique à plusieurs programmes de réforme des systèmes de santé et des politiques pharmaceutiques pour le compte de la Banque mondiale, de la Commission européenne et de l'Organisation mondiale de la santé (OMS).
Après un séjour aux USA à la fin des années 1980 — il est Takemi fellow en santé internationale à la Harvard School of Public Health — sa carrière s'oriente vers l'enseignement et la recherche : à Paris XI où il est responsable d'un programme de santé internationale, au Centre d'études et de recherches en développement international (CERDI) à Clermont-Ferrand (France) puis, de 1999 à 2003, à la Hanoi School of Public Health (en) (Vietnam) où il est professeur invité en politique de santé. En 2003, il est nommé professeur de santé internationale à l'Institut universitaire d'études du développement (IUED) à l'Université de Genève puis devient le directeur du centre d'enseignement et de recherche en action humanitaire (CERAH (en)). Parallèlement il est Professeur invité en santé publique à l'Université Léopold Senghor à Alexandrie (Egypte) et à l'Université de Tel Aviv (Israel).
En 2012, il est titulaire de la chaire « Inégalités sociales, santé et action humanitaire » du Collège d'Etudes Mondiales de la Fondation Maison des Sciences de l'Homme à Paris. Il est le co-responsable avec la Pr Imma Tubella du séminaire « Les nouvelles technologies entre utopie et dystopie ».
De 2013 à 2018, il est membre du Comité consultatif de déontologie et d'éthique (CCDE) de l'Institut de recherche pour le développement (IRD).
En 2016, il contribue en tant que président du Comité Scientifique à l'organisation d'un cycle d'événements scientifiques à Genève sur le thème « Les interrogations du chercheur face à l'utilisation des résultats de ses recherches sur l'humain » qui marquent le bicentenaire du roman de Mary Shelley Frankenstein ou le Prométhée moderne.
Depuis 2018, il est l'un des animateurs du Cercle Germaine de Staël de Genève qui est un groupe de réflexion sur "le recul des valeurs de la démocratie et la progression du national-populisme" qui publie un blog www.cerclegermainedestael.org .

## Publications
Il est l'auteur de nombreux articles, rapports, documents de recherche et ouvrages parmi lesquels :
- Indicateurs pour l'évaluation des politiques pharmaceutiques en collaboration avec P. Brudon et M. Reich (OMS, 1996)[11]
- La Progression de la précarité en France et ses effets pour la santé,, en collaboration avec F. Grémy (Haut comité de la santé publique, 1998)[12]
- La Santé au risque du marché en collaboration avec MJ Burnier (PUF, 2001) [13]
- University Training and Education in Humanitarian Action avec A. Smailbegovic et S. Jiekak (2010) [14]
- Haïti, réinventer l'avenir (2012)[15]
- New Cannibal Markets avec S. El Boudamoussi (2015)[16]